# XOL DOG 400
Xol Dog 400 (eigene Schreibweise XOL DOG 400) ist ein Berliner Hardcore-Techno-Projekt von Christian Müller, das vielfach auch der Stilrichtung Gabba oder Terror zugerechnet wird.

## Leben
Die Gründung erfolgte 1990 aus dem EBM-Vorläuferprojekt „Le Nokto Vezyn“. Die erste Veröffentlichung unter dem Namen XOL DOG 400 erfolgte 1992. Im Vergleich zu den sonst in diesem Musikgenre eher kurzen Lebensdauern von Projekten oder Bands, veröffentlicht XOL DOG 400 seit mehr als 15 Jahren CDs und spielt live auch heute noch regelmäßig auf Festivals und Technopartys.
XOL DOG 400 gilt als einer der Pioniere des Livegigs per Laptop. Bereits 1992 verwendete XOL DOG 400 für Livegigs nur einen Laptop (des Herstellers Apple) mit geeigneter Software, während andere Acts zu der Zeit mit mehr oder weniger aufwändigen Teilaufbauten ihres Studioequipments oder zumindest mit vollständigen Desktop-PCs auftraten.
Als Höhepunkt in der Karriere von XOL DOG 400 gilt der Auftritt als einziger deutscher Beitrag auf dem 1998 in London von John Peel geführten Meltdown Festival in der Royal Festival Hall. XOL DOG 400 hat für die englische BBC auch eine John Peel Session aufgenommen. Eine zweite John Peel Session war 2004 in Vorbereitung, zu einer Veröffentlichung kam es durch den Tod von John Peel nicht mehr.
Neben seinen eigenen Veröffentlichungen, von denen diverse Tracks auch für szeneübliche Samplerreihen wie Terrordrome und Hardcoremembranterminator lizenziert wurden, wirkte XOL DOG 400 als Remixer für zahlreiche Bands und Projekte mit (auch Genre-untypischen wie die Zusammenarbeit mit der Chansonsängerin Tanja Ries), hat an Filmmusik mitgewirkt und veröffentlicht unter anderen Projektnamen auch Musik anderer Stilrichtungen. Zu seinen weiteren Pseudonymen zählen AntiZycle und Rapid Dog. Unter dem Pseudonym XenonDirtFood tritt er auch als DJ auf. 1997 wirkte er an dem Track Main Damage des Franzosen Laurent Hô (Ingler) mit.
XOL DOG 400 gilt als Mitbegründer der Berliner Fuckparade.

## Diskografie

### Alben
- 1993: XOL DOG 400 – Sons Of T2
- 1994: XOL DOG 400 – Trioxin
- 1995: Rapid Dog – Pong E.P.
- 1997: XOL DOG 400 – Unstable Prototype
- 2001: AntiZycle – No Light

### Singles und EPs
- 1997: XOL DOG 400 – Demon Sukker E.P.